# Tonkin Highway
Der Tonkin Highway ist eine Stadtautobahn in den östlichen Vororten von Perth im Südosten des australischen Bundesstaates Western Australia. Er verbindet den Reid Highway in Malaga mit der Thomas Road in Oakford. Die teilweise vierspurig ausgeführte Straße trägt die Bezeichnung Staatsstraße 4 (S4).
Der größte Teil der Straße besitzt vier Fahrspuren, aber auf einigen Streckenabschnitten ist sie auch sechsspurig ausgebaut. Die Geschwindigkeitsbeschränkungen variieren zwischen 80 km/h und 100 km/h und die Straße erfüllt größtenteils Freeway-Standard (höhenfreie Anbindungen).
Der Highway passiert den Flughafen Perth an seiner Südwestseite und ermöglicht zusammen mit dem Reid Highway, dem Great Eastern Highway, dem Leach Highway und dem Roe Highway die Zufahrt zu ihm aus verschiedenen Richtungen. Er ist auch eine wichtige Schwerverkehrsroute, da er die nordöstlichen und südöstlichen Vororte von Perth mit Welshpool, einem der wichtigsten Industriegebiete der Stadt, verbindet.

## Geschichte
1955 schlugen Gordon Stephenson und Alastair Hepburn der Staatsregierung erstmals einen Highway auf einer ähnlichen Strecke als Teil eines Netzwerks von Hauptverkehrsadern im Rahmen eines Gesamtplans für den Großraum Perth vor. Das hierfür notwendige Land wurde 1963 im Metropolitan Region Scheme reserviert.
Wie die meisten Hauptverkehrsstraßen in Perth wurde auch der Tonkin Highway in verschiedenen Bauabschnitten erstellt. Er hieß zunächst Beechboro-Gosnells Highway, weil er diese beiden Vororte verbinden sollte. Der erste Bauabschnitt von der Welshpool Road zur Hardey Road wurde 1980 eröffnet, der zweite Abschnitt von der Welshpool Road zum Albany Highway (S30) folgte 1981. Bauabschnitt drei lag nördlich des Swan River, verband die Railway Parade mit dem Morley Drive und wurde 1984 fertiggestellt. Im Bauabschnitt vier wurde der Great Eastern Highway (N94 / R1) mit der Hardey Road verbunden und beinhaltete den Bau von vier Brücken über die Eisenbahnstrecke zu Bahnausbesserungswerk nach Forrestfield, die ersten Brücken in Australien, die nach dem schrittweisen Bauverfahren entstanden. Bei der Eröffnung des vierten Bauabschnittes 1985 wurde der Beechboro-Gosnells Highway zu Ehren des früheren Premierministers von West Australia, John Tonkin umbenannt.
1988 wurden der nördliche und der südliche Streckenabschnitt mit der Eröffnung der Redcliffe Bridge über den Swan River verbunden. Nach einigen kürzeren Verlängerungen Richtung Norden blieb der Tonkin Highway über ein Jahrzehnt lang unverändert, wobei er den Reid Highway in Malaga mit dem Albany Highway in Gosnells verband. Dann begann man 2003 mit einer Verlängerung nach Süden bis zur Thomas Road (S21) und eröffnete sie am 16. Dezember 2005. Die neue Verbindung verbesserte die Erreichbarkeit von Kwinana, Armadale, Rockingham und Byford. Sie schuf auch eine neue, wichtige Route für den Schwerverkehr und entlastete damit die Nicholson Road, den Albany Highway und den South Western Highway (S20).
Im April 2012 wurde der Anschluss des Dunreath Drive eröffnet. Diese Ampelkreuzung vermittelt den Anschluss an das internationale Terminal des Flughafens unter Umgehung der Autobahnkreuze des Tonkin Highway mit dem Leach Highway und der Kewdale Road / Horrie Miller Drive.

## Weiterer Ausbau

### Neue Streckenabschnitte nach Freeway-Standard
2009 kündigten die Westralia Airports Corporation (WAC) und Main Roads Western Australia (MRWA) zusammen mit Infrastructure Australia (IA) einen AU-$ 584 Mio. teuren Ausbau des Tonkin Highway und seiner Anschlüsse auf teilweisen Freeway-Standard an. Dies umfasst einen sechsspurigen Ausbau, auf dem Highway ampelfreie Anschlüsse des Horrie Miller Drive und der Kewdale Road, einen höhenfreien Ausbau des Anschlusses der Bond Avenue, ein teilweises Kleeblatt am Leach Highway und ein verbessertes teilweises Kleeblatt am Roe Highway. Der Ausbau wird weitere 13 km Highway zwischen Collier Road im Norden und Hale Road im Süden auf Freeway-Standard anheben.

### Verlängerungen

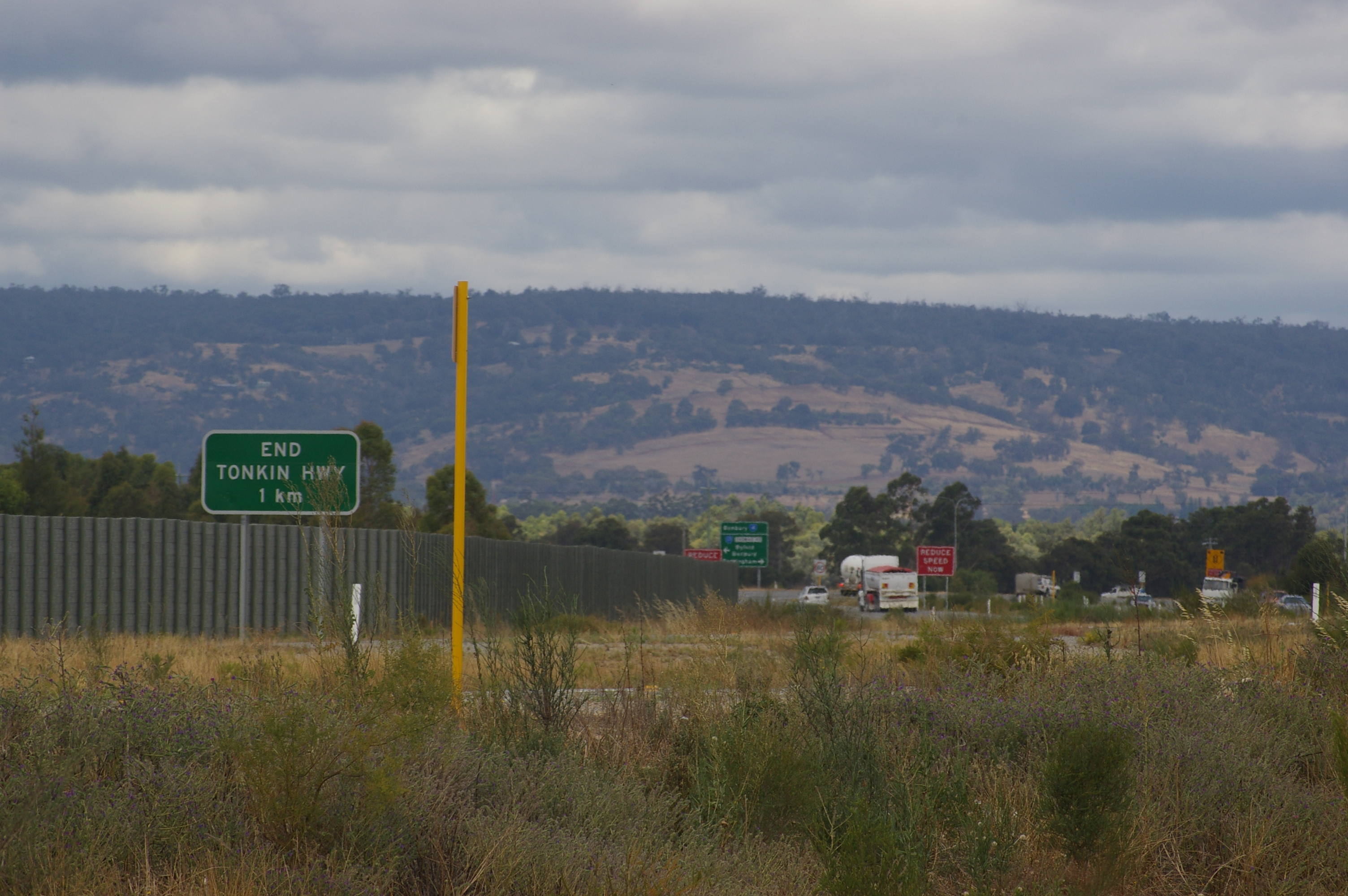
Derzeitige Ende des Tonkin Highway an der Thomas Road in Oakfiord

An seinem Südende führt der Tonkin Highway über den Großraum Perth hinaus. Planungen sehen bei Bedarf eine weitere Verlängerung nach Süden vor. Die Planungen beziehen derzeit wenig entwickelte und halb ländliche Gemeinden, wie Mundijong, Cardup und Jarrahdale mit ein. Südlich von Mundijong soll die Trasse nach Osten führen und am South Western Highway, in der Nähe der Jarrahdale Road, enden.
Auch für eine Verlängerung nach Norden steht eine Planung. Sie würden den Highway zur Beach Road / Marshall Road führen, wo er an die ebenfalls geplante Verlängerung der Hepburn Avenue anschließen würde. Wenn die Hepburn Avenue ebenfalls auf den Stand einer Kraftfahrstraße ausgebaut würde, könnte dies der Erschließung neuer urbaner Gebiete in Darch, Landsdale und Madeley dienen. Diese Verlängerung befindet sich allerdings in einem sehr frühen Planungsstadium und eine Ausführung ist keineswegs sicher oder gar terminiert.

## Kreuzungen und Ausfahrten
Die meisten Anschlüsse an den Highway sind höhengleiche Ampelkreuzungen. Ausnahmen davon sind die Guildford Road und der Albany Highway, die höhenfreie Anschlüsse besitzen. Der Great Eastern Highway und die Brearley Avenue sind mit einem teilweisen Kleeblatt angeschlossen, die Abernethy Road nur mit einer Ausfahrt Richtung Norden zur McDowell Street. Der Roe Highway und die Dorfield Street besitzen einen höhenfreien Anschluss und der Champion Drive und die Forrest Road sind einfache Einmündungen.
| Tonkin Highway                                              |                             |                            |                                                                |
| Ausfahrten Richtung Süden                                   | Entfernung von Oakford (km) | Entfernung von Malaga (km) | Ausfahrten Richtung Norden                                     |
| Beginn Tonkin Highway vom Reid Highway (West)               | 44,1                        | -                          | Ende Tonkin Highway weiter als Reid Highway (West)             |
| Malaga, Noranda, Beechboro Reid Highway (Ost)               | 44,1                        | -                          |                                                                |
| Malaga, Noranda, Beechboro Reid Highway (Ost)               | 44,1                        | -                          | Malaga, Noranda, Beechboro Reid Highway (Ost)                  |
| Noranda, Morley Benara Road                                 | 43,2                        | 0,9                        | Noranda, Morley Benara Road                                    |
| Morley Morley Drive / Morley Drive East                     | 41,7                        | 2,4                        | Morley Morley Drive / Morley Drive East                        |
| Bayswater Collier Road                                      | 39,7                        | 4,4                        | Bayswater Collier Road                                         |
| Bayswater Guildford Road                                    | 38,0                        | 6,1                        | Bayswater Guildford Road                                       |
| SWAN RIVER                                                  | 36,5                        | 7,6                        | SWAN RIVER                                                     |
| Ascot, Redcliffe Great Eastern Highway & Brearley Avenue    | 36,1                        | 8,0                        | Ascot, Redcliffe Great Eastern Highway                         |
| Flughafen Perth, Cloverdale Dunreath Drive                  | 32,8                        | -                          | keine Ausfahrt                                                 |
| Flughafen Perth, Cloverdale, Kewdale Leach Highway          | 31,6                        | 12,5                       | Flughafen Perth, Cloverdale, Kewdale Leach Highway             |
| Flughafen Perth, Kewdale Kewdale Road / Horrie Miller Drive | 30,3                        | 13,8                       | Flughafen Perth, Kewdale Kewdale Road / Horrie Miller Drive    |
| keine Ausfahrt                                              | -                           | 15,2                       | Flughafen Perth, Kewdale McDowell Street (zur Abernethy Road ) |
| Kewdale, Forrestfield, Wattle Grove Roe Highway             | 28,0                        | 16,1                       | Kewdale, Forrestfield, Wattle Grove Roe Highway                |
| Forrestfield, Wattle Grove Hale Road                        | 26,8                        | 17,3                       | Forrestfield, Wattle Grove Hale Road                           |
| Wattle Grove Welshpool Road East                            | 25,3                        | 18,8                       | Wattle Grove Welshpool Road East                               |
| Maddington, Orange Grove Kelvin Road                        | 22,6                        | 21,5                       | Maddington, Orange Grove Kelvin Road                           |
| Maddington, Orange Grove Gosnells Road East                 | 19,8                        | 24,3                       | Maddington, Orange Grove Gosnells Road East                    |
| Maddington, Orange Grove, Martin Gosnells Road West         | 19,6                        | 24,5                       | Maddington, Orange Grove, Martin Gosnells Road West            |
| Martin Mills Road West / Mills Road East                    | 17,5                        | 26,6                       | Martin Mills Road West / Mills Road East                       |
| CANNING RIVER                                               | 16,0                        | 27,1                       | CANNING RIVER                                                  |
| Gosnells, Champion Lakes, Kelmscott Albany Highway          | 15,5                        | 28,6                       | Gosnells, Champion Lakes, Kelmscott Albany Highway             |
| Gosnells, Champion Lakes Corfield Street                    | 15,5                        | 28,6                       | Gosnells, Champion Lakes Corfield Street                       |
| Champion Lakes Champion Drive                               | 11,6                        | 32,5                       | Champion Lakes Champion Drive                                  |
| Champion Lakes, Forrestdale, Southern River Ranford Road    | 8,9                         | 35,2                       | Champion Lakes, Forrestdale, Southern River Ranford Road       |
| Haynes, Forrestdale Armadale Road                           | 6,9                         | 37,2                       | Haynes, Forrestdale Armadale Road                              |
| Haynes, Forrestdale, Hilbert Forrest Road                   | 5,4                         | 38,7                       | Haynes, Forrestdale, Hilbert Forrest Road                      |
| Oakford, Forrestdale, Hilbert Rowley Road                   | 3,2                         | 40,9                       | Oakford, Forrestdale, Hilbert Rowley Road                      |
| Ende Tonkin Highway                                         | -                           | 44,1                       | Beginn Tonkin Highway                                          |
| Oakford, Darling Downs Thomas Road                          |                             |                            |                                                                |